# Anopheles deaneorum
Anopheles deaneorum este o specie de țânțari din genul Anopheles, descrisă de Rosa-freitas în anul 1989. Conform Catalogue of Life specia Anopheles deaneorum nu are subspecii cunoscute.